# Edmund Borowski
Pour les articles homonymes, voir Borowski.
Edmund Borowski (né le 23 janvier 1945 à Grabno et mort le 22 août 2022) est un athlète polonais spécialiste du 400 mètres et du relais 4 × 400 mètres.

## Biographie

### Palmarès
| Date | Compétition                    | Lieu     | Résultat | Épreuve       | Performance  |
| ---- | ------------------------------ | -------- | -------- | ------------- | ------------ |
| 1966 | Championnats d'Europe          | Budapest | 1er      | 4 × 400 m     | 3 min 04 s 5 |
| 1967 | Jeux européens en salle        | Prague   | 2e       | 4 × 2 tours   | 2 min 20 s 2 |
| 1968 | Jeux européens en salle        | Madrid   | 2e       | 1→2→3→4 tours | 3 min 54 s 6 |
| 1970 | Championnats d'Europe en salle | Vienne   | 2e       | 2→3→4→5 tours | 6 min 18 s 8 |